# Alessio Boggiatto
Alessio Boggiatto (* 18. Januar 1981 in Moncalieri) ist ein ehemaliger italienischer Schwimmer. Er gewann bei Weltmeisterschaften eine Goldmedaille und bei Europameisterschaften eine Goldmedaille sowie je zwei Silber- und Bronzemedaillen.

## Karriere

### Weltmeister und Europameister – die Jahre bis 2004
Der 1,90 m große Alessio Boggiatto war Spezialist im 400-Meter-Lagenschwimmen. Seine erste internationale Endkampfplatzierung war der vierte Platz über seine Spezialstrecke bei den Europameisterschaften 1999 in Istanbul, wobei er anderthalb Sekunden Rückstand hinter dem drittplatzierten Niederländer Marcel Wouda anschlug. Im Jahr darauf bei den Europameisterschaften 2000 in Helsinki wurde er Fünfter mit zwei Sekunden Rückstand auf den Gewinner der Bronzemedaille, Johann Le Bihan aus Frankreich. Zwei Monate nach den Europameisterschaften fanden in Sydney die Olympischen Spiele 2000 statt. Alesio Boggiatto erreichte das Finale mit der schnellsten Vorlaufzeit von 4:14,26 Minuten. Im Finale konnte er diese Zeit nicht wiederholen und wurde in 4:15,93 Minuten Vierter mit 0,60 Sekunden Rückstand auf den Kanadier Curtis Myden auf dem dritten Platz. Gold und Silber gingen an die US-Schwimmer Tom Dolan und Erik Vendt. Ende 2000 siegte Boggiatto auf seiner Spezialstrecke bei den Kurzbahneuropameisterschaften in Göteborg.
2001 bei den Weltmeisterschaften in Fukuoka schied Boggiatto über 200 Meter Schmetterling als 17. der Vorläufe aus. Über 200 Meter Lagen belegte er den siebten Platz. Auf der langen Lagenstrecke siegte Boggiatto in 4:13,15 mit über zwei Sekunden vor Erik Vendt und dessen Landsmann Tom Wilkens. Anderthalb Monate nach den Weltmeisterschaften fanden in Tunis die Mittelmeerspiele 2001 statt. Boggiatto wurde Fünfter über 400 Meter Lagen mit einer um 17 Sekunden langsameren Zeit als in Fukuoka. Ende 2001 gewann Boggiatto Bronze über 200 Meter Lagen und Gold über 400 Meter Lagen bei den Kurzbahneuropameisterschaften in Antwerpen.
2002 bei den Europameisterschaften in Berlin wurde Boggiatto zunächst Zweiter über 200 Meter Lagen hinter dem Finnen Jani Sievinen. Über 400 Meter Lagen siegte Boggiatto in 4:13,19 Minuten mit vier Sekunden Vorsprung auf den zweitplatzierten Ungarn István Batházi. Bei den Kurzbahneuropameisterschaften in Riesa Ende des Jahres wurde Boggiatto Fünfter über 200 Meter Lagen und siegte zum dritten Mal in Folge über 400 Meter Lagen. 2003 war Boggiatto nicht in der Form der beiden Vorjahre. Bei den Weltmeisterschaften in Barcelona wurde er Achter über 400 Meter Lagen und schied über 200 Meter Lagen in den Vorläufen aus. Auch bei den Kurzbahneuropameisterschaften 2003 blieb Boggiatto ohne Medaille. Er wurde Siebter über 200 Meter Lagen und Vierter über 400 Meter Lagen.
2004 fanden die Europameisterschaften in Madrid drei Monate vor den Olympischen Spielen in Athen statt. Boggiatto belegte über 200 Meter Lagen den vierten Platz mit einer Hundertstelsekunde Rückstand auf seinen Landsmann Massimiliano Rosolino. Über 400 Meter Lagen siegte der Ungar László Cseh vor den beiden Italienern Luca Marin und Alessio Boggiatto und abermals schlug Boggiatto eine Hundertstelsekunde hinter seinem Landsmann an. Bei den olympischen Schwimmwettbewerben erreichte Boggiatto das Finale über 400 Meter Lagen mit der drittbesten Zeit. Im Endlauf siegten mit Michael Phelps und Erik Vendt zwei Schwimmer aus den Vereinigten Staaten vor László Cseh, 0,13 Sekunden dahinter wurde Boggiatto Vierter. Vier Tage später verfehlten Boggiatto und Rosolino als Zehnter und Elfter des Halbfinales den Endlauf über 200 Meter Lagen.

### Zum dritten Mal Olympiavierter – die Jahre ab 2005
Bei den Mittelmeerspielen 2005 in Almeria siegte über 200 Meter Lagen der Tunesier Oussama Mellouli mit fast drei Sekunden Vorsprung vor Boggiatto. Mellouli gewann auch den Titel über 400 Meter Lagen, hier wurde Boggiatto nur Vierter. Bei den Weltmeisterschaften in Montreal wurde Boggiatto über 200 Meter Lagen Vierter mit zweieinhalb Sekunden Rückstand auf den drittplatzierten Ryan Lochte aus den Vereinigten Staaten. Auch über 400 Meter Lagen schlug Boggiatto als Vierter an, hier hatte er aber nur eine Hundertstelsekunde Rückstand auf Mellouli. Ende 2005 fanden in Triest die Kurzbahneuropameisterschaften 2005 statt. Boggiatto gewann die Bronzemedaille auf beiden Lagenstrecken.
2006 bei den Europameisterschaften in Budapest siegte László Cseh über 200 Meter Lagen mit fast zwei Sekunden Vorsprung auf Boggiatto, der seinerseits 0,03 Sekunden Vorsprung auf den zweiten Ungarn Tamás Kerékjártó hatte. Über 400 Meter Lagen siegte Cseh mit vier Sekunden vor Luca Marin, zwei Sekunden dahinter schwamm Boggiatto zur Bronzemedaille. 2007 verpasste Boggiatto bei den Weltmeisterschaften in Melbourne über beide Lagenstrecken den Finaleinzug. Bei den Kurzbahneuropameisterschaften 2007 wurde er Sechster über 200 Meter Lagen und Siebter über 400 Meter Lagen.
Im März 2008 fanden in Eindhoven die Schwimmeuropameisterschaften 2008 statt. Boggiatto wurde Vierter über 200 Meter Lagen und Fünfter über 400 Meter Lagen. Bei den Olympischen Spielen in Peking siegte über 400 Meter Lagen Michael Phelps vor László Cseh und Ryan Lochte. Boggiatto wurde mit vier Sekunden Rückstand auf Lochte Vierter. Damit verfehlte er auch bei seinen dritten Olympischen Spielen die Medaillenränge um einen Platz. Über 200 Meter Lagen schied er als 12. der Halbfinalläufe aus. Bei den Mittelmeerspielen 2009 in Pescara gewann Boggiatto die Bronzemedaille über 200 Meter Lagen. Dies war seine letzte internationale Medaille. Bei den Schwimmweltmeisterschaften 2009 in Rom konnte sich Boggiatto vor heimischem Publikum verabschieden, einen Endlauf erreichte er nicht mehr.
Alessio Boggiatto schwamm für die Schwimmabteilung von FIAT Torino und für den Circolo Canottieri Aniene 1892 in Rom. Er gewann über 30 nationale Meistertitel. Seine Schwester Chiara Boggiatto nahm ebenfalls für Italien an olympischen Schwimmwettbewerben teil.